# Ciudad Nezahualcóyotl
Ciudad Nezahualcóyotl (röviden Nezahualcóyotl vagy Neza) nagyváros Mexikó México államának Texcoco régiójában, a mexikóvárosi agglomerációban. Lakossága 2010-ben meghaladta az 1,1 millió főt.

## Földrajz
A település a Mexikói-fennsík területén fekszik 2230 és 2250 méteres tengerszint feletti magasságok között egy csaknem teljesen sík vidéken. Keletről határolja Mexikóvárost, teljesen egybeépült vele és az agglomeráció más városaival (Ecatepec de Morelos, Chimalhuacán) is. A város két fő részből áll: az északnyugati és a déli részt egy beépítetlen terület választja el egymástól, itt helyezkedik el a Churubusco-tó is. Mindkét rész településszerkezetét az egymást derékszögben metsző utcák hálózata jellemzi. Nezahualcóyotlban az éves átlaghőmérséklet 14–18 °C, egy év alatt mintegy 500–700 mm csapadék hull.

## Népesség
A település népessége az országos folyamatokkal ellentétben a közelmúltban folyamatosan csökkent:
| Év   | Lakosság  |
| ---- | --------- |
| 1990 | 1 255 456 |
| 1995 | 1 233 681 |
| 2000 | 1 225 083 |
| 2005 | 1 136 300 |
| 2010 | 1 104 585 |

## Története
A település nevét Nezahualcóyotlról, a 15. századi texcocói uralkodóról és költőről kapta. Az ő neve a navatl nyelvből származik: a nezahualo vagy nezahualli jelentése: koplal, a coyotl jelentése: prérifarkas, így tehát a város neve azt jelenti: koplaló prérifarkas.
A 16. században a környéket még tavak, mocsarak borították. Ezek lecsapolására, a víz öntözésre való használatára a spanyol Francisco Gudiel már 1555-ben bemutatta terveit, később az 1590-ben ide érkező, német származású Enrico Martínez is tett ilyen javaslatokat. Ezeket 1607-ben hagyták jóvá, így ezen év november 29-én Luis de Velasco új-spanyolországi alkirály elindíttathatta a munkálatokat, melyek azonban nem vezettek sikerre, még a holland mérnök, Adrian Boot megérkezése után sem.
A lecsapolással még évszázadok múlva, a 19. század elejére sem készültek el. José de Iturrigaray alkirály és Alexander von Humboldt úgy döntöttek, egy közvetlen csatornát kellene nyitni a Texcoco-tóhoz. A völgyet azonban továbbra is veszélyeztették az árvizek, az ezek ellen való védekezés terveivel ez idő tájt José María Luis Mora, Lucas Alamán és Lorenzo de Zavala is foglalkozott. Később, az 1850-es és 1860-as években Francisco de Garay vett részt a munkák tervezésében, amikkel végül csak a századfordulóra készültek el: 1900. március 17-én Porfirio Díaz elnök ünnepélyesen átadta a területet.
A Texcoco-tó medrének kiszárítása azonban még a következő években is tartott, a szárazra került, nemzeti tulajdonban álló földeket 1919-ben kezdték értékesíteni hektáronkénti 60 pesós áron, amit 1921-ben, Álvaro Obregón elnök rendelkezése alapján felére csökkentettek, körülbelül egy évtized múlva pedig már 1 pesóért is hozzá lehetett jutni egy hektárhoz. Kezdetben főként a mezőgazdaság hasznosította a földeket, az első települések 1933-ban jöttek létre a mai Nezahualcóyotllal szomszédos községek területén.
1945-ben létrehozták a bordo de Xochiaca nevű területet (ma szeméttelep) és a tequixquiaci alagutat, ezeknek köszönhetően pedig a mai Nezahualcóyotl területére is megindult a betelepülés. Ekkortól kezdve jöttek létre a Juárez Pantitlán, a México, a Sol és a San Juan nevű telepek. 1949-ben 2000, 1954-ben már 40 000 ember zsúfolódott össze a területen, ahol azonban semmilyen közszolgáltatás nem épült ki. Az egyre romló helyzet miatt México állam kormánya 1953-ban létrehozta a Comité de Fraccionamientos Urbanos del Distrito de Texcoco („a texcocói körzet lakóterületeinek küldöttsége”) nevű bizottságot. 1959-től kezdve folyamatosan ismerték el hivatalosan az itteni településeket, 1963. április 20-án hirdették ki azt a rendeletek, ami alapján létrejött Nezahualcóyotl község.
Az első településvezető Jorge Sáenz Gómez lett. Az ő idején épült meg a községi palota, valamit piacok és egészségügyi központok jöttek létre. 1969-től épült ki az ivóvíz- és a csatornahálózat, a közvilágítás, ekkortól kezdték kövezni az utcákat. 1974-re már több kórház is elkészült, valaminit 26 kút és egy hatalmas ivóvíztároló. 1980-ban 58 telepen épült ki a világítás, újabb piacok és vágóhidak létesültek, iskolák jöttek létre összesen 365 tanteremmel, megnyílt a kultúrház, egy művészeti iskola, egy történelemmel és régészettel foglalkozó múzeum, valamint négy könyvtár. Egy évvel később egy sportlétesítmény is felépült, de az 1990-es évek elején egy egész „sportváros” is felépült. Ekkor jött létre az Universidad Tecnológica de Nezahualcóyotl nevű egyetem is.

## Turizmus, látnivalók
Nezahualcóyotl nem tartozik a turisták kedvelt célpontjai közé.
Néhány évtizedes település lévén, régi műemlékei egyáltalán nincsenek. A mexikói történelem jeles személyiségei közül azonban többen is emlékművet kaptak a városban, például maga a névadó, Nezahualcóyotl, valamint Sor Juana Inés de la Cruz 17. századi költőnő, Benito Juárez, egykori mexikói elnök, Miguel Hidalgo y Costilla, a mexikói függetlenségi háború kirobbantója, illetve Cuauhtémoc és Cuitláhuac azték uralkodók. A modern stílusú épületek legjellegzetesebbjei a községi palota, a községi panteón, a kultúrház, az Alfredo del Mazo Vélez auditórium és az állami kórház. A lakók kikapcsolódását szolgálja a Parque del Pueblo („néppark”) nevű park. A városban két székesegyház épült fel: egy a központban, egy az északi részén.
A községi palota és a kultúrház falain nagy méretű falfestmények láthatók. A José Martín kulturális központban található a José Guadalupe Posadasról elnevezett galéria, ahol különféle kiállítások kaptak helyet.